# Fatih Akin
Fatih Akin é um cineasta, roteirista e produtor alemão, de ascendência turca. Por seu quarto filme, Contra a Parede (Gegen die Wand), Akin recebeu em 2004, entre outros prêmios, o Urso de Ouro no Festival de Berlim e tornou-se internacionalmente conhecido. Outros filmes conhecidos de sua autoria são "Do Outro Lado" ("Auf der anderen Seite"), vencedor do prêmio do Júri Ecumênico no Festival de Cannes, "Soul Kitchen" ("Soul Kitchen", 2009), vencedor do prêmio especial do júri no Festival de Veneza, e "Em Pedaços" ("Aus dem Nichts", 2017), vencedor do Globo de Ouro de Melhor Filme Estrangeiro.

## Filmografia
| Ano  | Título original                                                                        | Título internacional (em inglês)                                                            | Título no Brasil                             | Título em Portugal                           |
| ---- | -------------------------------------------------------------------------------------- | ------------------------------------------------------------------------------------------- | -------------------------------------------- | -------------------------------------------- |
| 1995 | Sensin - Du bist es! (curta-metragem)                                                  |                                                                                             |                                              |                                              |
| 1996 | Getürkt (curta-metragem)                                                               | Family Nest                                                                                 |                                              |                                              |
| 1998 | Kurz und schmerzlos                                                                    | Short Sharp Shock                                                                           |                                              | Rápido e Indolor                             |
| 2000 | Im Juli                                                                                | In July                                                                                     | Em Julho                                     | Em Julho                                     |
| 2001 | Denk ich an Deutschland - Wir haben vergessen zurückzukehren (documentário)            |                                                                                             |                                              |                                              |
| 2002 | Solino                                                                                 |                                                                                             |                                              |                                              |
| 2004 | Gegen die Wand                                                                         | Head-On                                                                                     | Contra a Parede                              | Head On - A Esposa Turca                     |
| 2004 | Visions of Europe (segmento "Die alten bösen Lieder")                                  | Visions of Europe (segmento "Die alten bösen Lieder")                                       |                                              |                                              |
| 2005 | Crossing the Bridge: The Sound of Istanbul                                             | Crossing the Bridge: The Sound of Istanbul                                                  | Atravessando a Ponte - O Som de Istambul     |                                              |
| 2007 | Altyapi (documentário de curta-metragem) (TV)                                          |                                                                                             |                                              |                                              |
| 2007 | Auf der anderen Seite                                                                  | The Edge of Heaven                                                                          | Do Outro Lado                                | Do Outro Lado                                |
| 2008 | New York, I Love You (segmento "Fatih Akin")                                           | New York, I Love You (segmento "Fatih Akin")                                                | Nova York, Eu Te Amo (segmento "Fatih Akin") | New York, I Love You (segmento "Fatih Akin") |
| 2009 | Deutschland 09 - 13 kurze Filme zur Lage der Nation (segmento "Der Name Murat Kurnaz") | Germany 09: 13 Short Films About the State of the Nation (segmento "Der Name Murat Kurnaz") |                                              |                                              |
| 2009 | Soul Kitchen                                                                           | Soul Kitchen                                                                                | Soul Kitchen                                 | Soul Kitchen                                 |
| 2012 | Müll im Garten Eden                                                                    | Garbage in the Garden of Eden                                                               |                                              |                                              |
| 2014 | The Cut                                                                                | The Cut                                                                                     |                                              |                                              |
| 2016 | Tschick                                                                                | Goodbye Berlin                                                                              | Tschick                                      |                                              |
| 2017 | Aus dem Nichts                                                                         | In the Fade                                                                                 | Em Pedaços                                   | Uma Mulher Não Chora                         |